# Witalij Korsch
Witalij Andrijowytsch Korsch (ukrainisch Віталій Андрійович Корж, englische Transkription Vitaliy Korzh; * 5. Oktober 1987 in Sumy, USSR, Sowjetunion) ist ein ehemaliger ukrainischer Leichtathlet, der sich auf den Sprint spezialisiert hat.

## Sportliche Laufbahn
Erste internationale Erfahrungen sammelte Witalij Korsch im Jahr 2013, als er bei der Sommer-Universiade in Kasan mit 10,36 s im Viertelfinale im 100-Meter-Lauf ausschied und mit der ukrainischen 4-mal-100-Meter-Staffel in 38,56 s die Goldmedaille gewann. Anschließend schied er mit der Staffel bei den Weltmeisterschaften in Moskau mit 38,57 s im Vorlauf aus. Im Jahr darauf siegte er bei den IAAF World Relays 2014 in Nassau in 38,53 s im B-Finale über 4-mal 100 Meter. Im August schied er bei den Europameisterschaften in Zürich mit 10,39 s im Halbfinale über 100 Meter aus und schied mit der Staffel mit 39,03 s im Vorlauf aus. 2015 verpasste er mit der Staffel bei den Weltmeisterschaften in Peking mit 38,79 s den Finaleinzug. Im Jahr darauf kam er bei den Europameisterschaften in Amsterdam mit 21,49 s nicht über die ersten Runde im 200-Meter-Lauf hinaus und kam über 100 Meter im Vorlauf nicht ins Ziel. Zudem belegte er mit der Staffel in 39,46 s den achten Platz. 2017 beendete er dann seine aktive sportliche Karriere im Alter von 30 Jahren.
In den Jahren 2013 und 2015 wurde Korsch ukrainischer Meister im 100-Meter-Lauf sowie 2015 auch über 200 Meter und 2014 in der 4-mal-100-Meter-Staffel. Zudem wurde er 2010 und 2011 sowie 2013 und 2016 Hallenmeister über 200 Meter.

## Persönliche Bestzeiten
- 100 Meter: 10,3 s (0,0 m/s), 17. Mai 2011 in Jalta
  - 60 Meter (Halle): 6,81 s, 19. Februar 2014 in Sumy
- 200 Meter: 20,65 s (+0,2 m/s), 25. Juli 2014 in Kirowohrad
  - 200 Meter (Halle): 21,36 s, 19. Februar 2012 in Sumy